# Lovejoy, Georgia
Lovejoy är en stad (city) i Clayton County, i delstaten Georgia, USA. Enligt United States Census Bureau har staden en folkmängd på 6 468 invånare (2011) och en landarea på 6,7 km².